# フルエーラ (カンタブリア公)
フルエーラ・デ・カンタブリア（スペイン語：Fruela de Cantabria, ? - 758年ごろ）またはフルエーラ・ペレス（Fruela Pérez）は、カンタブリア公ペドロの次男で、アストゥリアス王アルフォンソ1世の弟。

## 生涯
『アルフォンソ3世の年代記』の『ロダ写本』および『セバスティアン写本』によると、フルエーラはイスラム教徒の侵略に対する襲撃において兄のアルフォンソ1世に従い、ルーゴ、トゥイ、ポルト、ブラガ、ヴィゼウ、シャベシュ、レデスマなどのいくつかの都市を征服することに成功した。

## 子女
- アウレリオ（740年頃 - 774年）[1] - アストゥリアス王
- ベルムード1世（750年頃 - 797年）[1] - アストゥリアス王
- 娘 - ロペという名のアラバの貴族と結婚し、息子のガルシアと、アストゥリアス王フルエーラ1世の妃となるムニア・デ・アラバが生まれた[4][注釈 1]。